# Headspace
Headspace é um supergrupo de rock e metal progressivo da Inglaterra, fundado pelo vocalista Damian Wilson (Threshold, Star One), o tecladista Adam Wakeman (Ozzy Osbourne, filho de Rick Wakeman), o guitarrista Pete Rinaldi (ex-Hot Leg), o baixista Lee Pomeroy (que mais tarde entraria no It Bites) e o baterista Richard Brook.
O primeiro lançamento deles, um EP chamado I Am... (Eu Sou), saiu na mesma época em que acompanhavam a banda de Ozzy Osbourne (na qual Adam toca hoje) na etapa européia de sua turnê do Black Rain. O primeiro álbum deles,  I Am Anonymous (Eu Sou Anônimo), foi lançado mundialmente em 22 de maio de 2012.
Em novembro de 2015, eles anunciaram seu segundo álbum, All That You Fear is Gone, a ser lançado em 26 de fevereiro de 2016. Será o primeiro lançamento deles com o baterista Adam Falkner. Em janeiro de 2016, lançaram uma canção do álbum: "Your Life Will Change".

## Integrantes
- Damian Wilson (Threshold, Star One) - Vocais
- Adam Wakeman (Ozzy Osbourne) - teclados
- Pete Rinaldi (ex-Hot Leg) - Guitarra (2008-atualmente)
- Lee Pomeroy (It Bites) - Baixo
- Richard "Rock" Brook - Bateria

## Discografia
EP
- I Am... (2007)

Álbuns de estúdio
- I Am Anonymous (2012)
- All That You Fear is Gone (2016)